# Dove Holes
Dove Holes – wieś w Anglii, w hrabstwie Derbyshire, w dystrykcie High Peak. Leży 50 km na północny zachód od miasta Derby i 232 km na północny zachód od Londynu.